# Kabinett Tardieu II

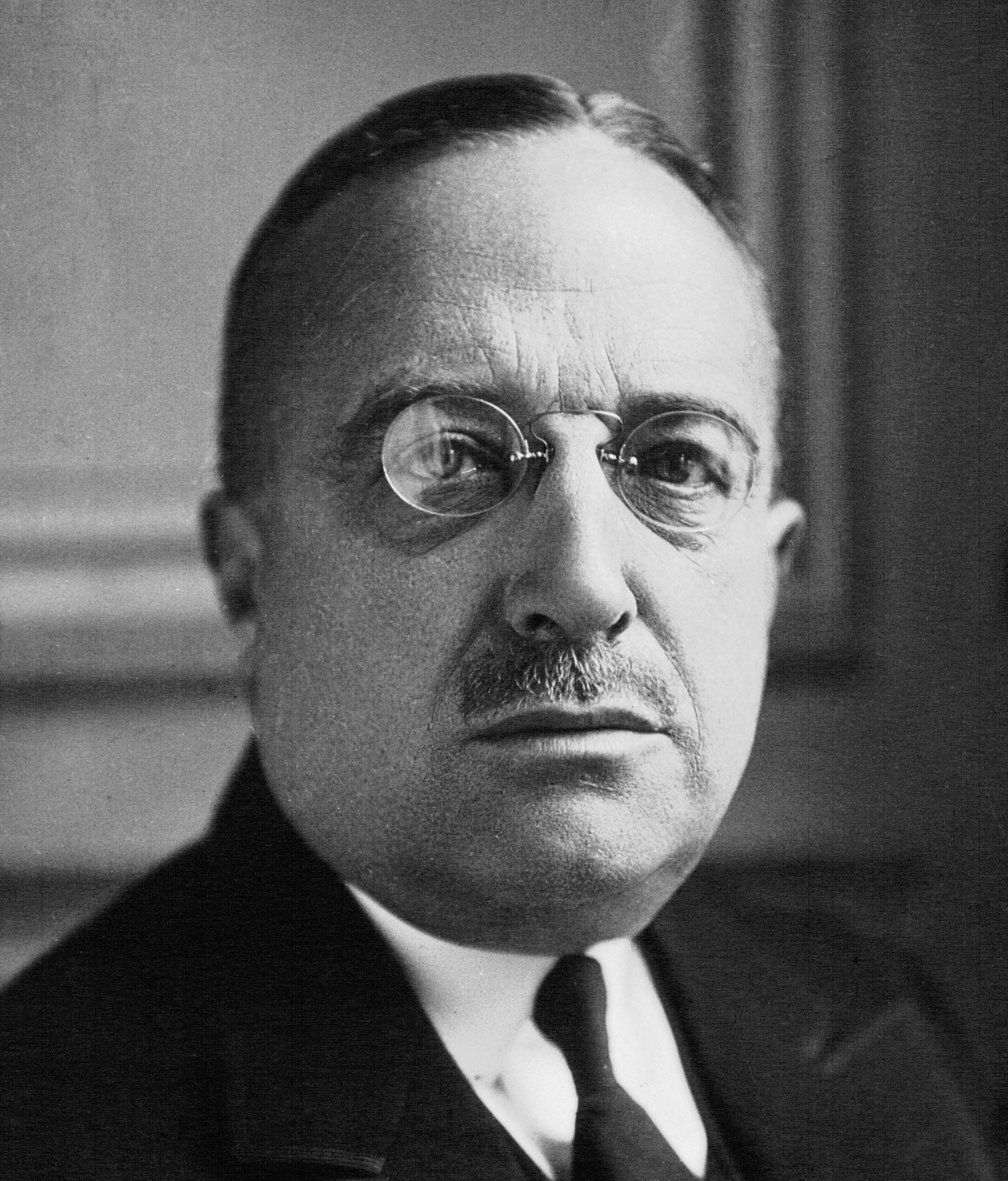
André Tardieu

Das zweite Kabinett Tardieu war eine Regierung der Dritten Französischen Republik. Es wurde am 2. März 1930 von Premierminister (Président du Conseil) André Tardieu gebildet und löste das Kabinett Chautemps I ab. Es blieb bis zum 4. Dezember 1930 im Amt und wurde vom Kabinett Steeg abgelöst.
Dem Kabinett gehörten Vertreter folgender Parteien an: Alliance démocratique (AD), Radicaux indépendants (RI), Parti républicain-socialiste (PRS), Fédération républicaine (FR), Parti Démocrate Populaire (PDP), Action populaire nationale d’Alsace (APNA) und Abweichler der Parti républicain, radical et radical-socialiste.

## Kabinett
Folgende Minister bildeten das Kabinett:
- Premierminister: André Tardieu (AD)
- Minister des Inneren: André Tardieu
- Justizminister: Raoul Péret (RI)
  - ab 17. November 1930: Henry Chéron (AD)
- Außenminister: Aristide Briand (PRS)
- Finanzminister: Paul Reynaud (AD)
- Minister für den Haushalt: Louis Germain-Martin[1] (RI)
- Kriegsminister: André Maginot (AD)
- Minister für Marine: Jacques-Louis Dumesnil[2] (PRRRS)
- Minister für öffentlichen Unterricht und Kunst: Pierre Marraud (PRRRS)
- Minister für öffentliche Arbeiten: Georges Pernot[3] (FR)
- Minister für Handel und Industrie: Pierre-Étienne Flandin (AD)
- Landwirtschaftsminister: Fernand David[4] (PRRRS)
- Minister für die Kolonien: François Piétri (AD)
- Minister für Arbeit und Sozialversicherung: Pierre Laval
- Minister für Renten: Auguste Champetier de Ribes (PDP)
- Minister für Luftfahrt: Laurent Eynac (RI)
- Minister für Post, Telegraphie und Telefonie: André Mallarmé[5] (RI)
- Minister für die Handelsmarine: Louis Rollin[6] (AD)
- Minister für öffentliche Gesundheit: Désiré Ferry[7]
- Hochkommissar für Tourismus: Gaston Gérard[8] (AD)

### Unterstaatssekretäre
Dem Kabinett gehörten folgende Sous-secrétaires d’État an:
- Premierminister: Marcel Héraud[9] (AD)
- Nationalökonomie: André François-Poncet (AD)
- Innenministerium: René Manaut[10] (RI)
- Finanzministerium: Maurice Petsche[11] (AD)
- Haushalt: Léon Baréty[12] (AD)
- Kriegsministerium: Humbert Ricolfi[13] (AD)
- Marineministerium: Alphonse Rio[14] (PRS)
- Ministerium für Unterricht und Kunst; hier schöne Künste (bis 28. November 1930): Eugène Lautier[15] (PRRRS)
- Ministerium für Unterricht und Kunst; hier technische Ausbildung: Henri Lillaz[16] (RI)
- Ministerium für Unterricht und Kunst, hier Sportunterricht: Émile Morinaud[17] (PRS)
- Ministerium für öffentliche Arbeiten (bis 28. November 1930): Henri Falcoz[18] (PRRRS)
- Ministerium für Handel und Industrie: Alfred Oberkirch[19] (APNA)
- Ministerium für Landwirtschaft: Robert Sérot[20] (FR)
- Kolonialministerium: Alcide Delmont[21]
- Ministerium für Arbeit und Sozialversicherung: Pierre Cathala[22] (RI)

## Historische Einordnung
Am 12. März ratifizierte die Abgeordnetenkammer den Young-Plan. Am 30. Juni endete die Alliierte Rheinlandbesetzung.
Finanzminister Reynaud ordnete am 16. April die Berichtspflicht der Regierung zugunsten dem Parlament neu und senkte die Unternehmenssteuern. Die Regierung Tardieu erweiterte mit dem Gesetz vom 30. April 1930 das Gesetz vom 5. April 1928 über die Krankenversicherung.
Die Verwicklung von Justizminister Péret in den Oustric-Skandal – auf den der Untergang der Banque Adam folgte – führte zum Rücktritt des Kabinetts.